# Hitler (comercial de televisão)

Imagem do Führer Adolf Hitler que aparece ao final do comercial da Folha de S.Paulo.

Hitler é um comercial de televisão realizado pela W/Brasil para a Folha de S.Paulo em 1987. O comercial ganhou vários prêmios, inclusive o Leão de Ouro, em Cannes, em 1988.

## Histórico
Hitler foi lançado ao fim de 1987, sendo segunda cooperação entre a Folha de S.Paulo com a W/Brasil, atrás da Campanha do Alarme. A Folha também cooperava com a DM9 a Jarbas Publicidade e a New Lara a partir de 2001, e passou a ser reconhecida por suas campanhas publicitárias, publicando propagandas como o Ratinho dos Classificados e o bordão de rabo preso com o leitor. Na época, estava acontecendo uma disputa acirrada entre a Folha de S.Paulo e o Estadão.
Em 1988, a propaganda ganhou diversos prêmios, sendo o mais importante o Leão de Ouro em Cannes. Em 2000, figurou na lista das 100 melhores propagandas de todos os tempos, de Berneci Kanner, sendo uma das duas únicas propagandas íbero-americanas na lista.

## Descrição
A propaganda traz a imagem de um ponto preto ao fundo branco que, conforme o zoom é retirado com a marcação de um tambor durante 40 segundos, revala-se como fazendo parte de uma fotografia em pontos de Adolf Hitler. O narrador cita diversas proezas do líder da Alemanha Nazista, e por fim, quando a imagem é revelada, termina dizendo: "É possível contar um monte de mentiras dizendo só a verdade. Por isso é preciso tomar muito cuidado com a informação no jornal que você recebe. Folha de S.Paulo, o jornal que mais se compra e o que nunca se vende". Por fim, a logomarca do jornal aparece em branco em um fundo negro.

## Análise
A peça publicitária apresenta diversas características de um "homem de bem", porém ao fim o telespectador é surpreendido quando descobre que este homem é Adolf Hitler. Ela destacou-se na época pela sua falta de atributos. A propaganda é em preto e branco e não possui trilha sonora.  Enquanto o narrador enumera qualidades genéricas, visualmente, a propaganda leva o telespectador a entender que se trata de uma visão limitada, que não está captando o todo. O som dos tambores e a velocidade do zoom da imagem possuem um descompasso rítmico com a narração, que criam uma aura de suspense. Por fim, o logotipo indica a seriedade e a credibilidade da Folha de S.Paulo.

## Equipe técnica
O comercial, que contou com locução de Ferreira Martins, teve Washington Olivetto como diretor de criação, o publicitário Nizan Guanaes foi o redator, com Gabriel Zellmeister na direção de arte e Andrés Bukowinski na direção do filme.